# Dreamin’ Wild – Ein Leben für die Musik
Dreamin’ Wild – Ein Leben für die Musik (Originaltitel: Dreamin’ Wild) ist ein US-amerikanisches Musik-Filmdrama von Bill Pohlad, das Anfang September 2022 bei den Internationalen Filmfestspielen von Venedig seine Premiere feierte und Anfang August 2023 in die US-Kinos kam. Es handelt sich um eine Filmbiografie über die Brüder Joe und Donnie Emerson.

## Handlung
Donnie Emerson hat seine Träume, es als Musiker zu schaffen, nie ganz aufgegeben. Heute versucht er gemeinsam mit seiner Partnerin Nancy und den drei Kinder über die Runden zu kommen. Sie betreiben in Spokane ein Aufnahmestudio, das nicht oft gebucht wird, und Donnie und Nancy treten gemeinsam bei Hochzeitsfeierlichkeiten auf. Donnies Bruder Joe hat schon lange aufgehört, Musik zu machen und lebt auf der stark Familienfarm in einer wunderschönen, von Hand gebauten Hütte in der Nähe zum Rest des Emerson-Clans.
Als Teenager nahmen Don und Joe Anfang der 1980er Jahre ein Album mit dem Titel Dreamin' Wild auf. Don besaß schon damals ein besonderes, natürlichen musikalischen Talent, und ihr liebevoller Vater Don Sr. war bereit, alles zu tun, um dieses zu fördern. Er verpfändete Stück für Stück das Land der Familie, um Donnie dabei zu helfen, seinen Traum zu erfüllen und sich ein eigenes Plattenstudio einzurichten. Donnies Solokarriere verlief später jedoch nicht ganz so, wie er es sich vorgestellt hatte.
Eines Tages kommt der zwielichtige Plattenproduzent Matt Sullivan auf sie zu, nachdem er erfahren hat, dass die Platte, die sie vor 30 Jahren aufgenommen haben, in Online-Foren wohlwollend besprochen wird und zum Hit in der Underground-Szene avanciert. Er schlägt ihnen vor, die Platte über sein Label Light In The Attic neu aufzunehmen und zu veröffentlichen, in Hoffnung auf Erfolg bei der jungen Generation. Matt plant auch Liveauftritte der Brüder, doch Joe, der dabei Schlagzeug spielen soll, ist nach all dieser Zeit ziemlich eingerostet.

## Biografisches
Donnie und Joe Emerson sind ein amerikanisches Gesangs- und Instrumentalduo, dessen Werk Ende der 1970er Jahre weitgehend unbekannt war, bis es viele Jahre später von einer neuen Generation von Fans wiederentdeckt wurde. Ihr Urgroßonkel war Ralph Waldo Emerson, einer der bedeutendsten US-amerikanischen Philosophen und Reformatoren.
Jeder in der Familie investierte in den Traum von Donnie Emerson, in der kaum 800 Seelen zählenden Kleinstadt Fruitland eine Plattenfirma gründen zu wollen, einschließlich seines Bruders Joe, der sein Schlagzeuger wurde, und insbesondere sein Vater Don Sr. Dieser bewirtschaftete er am Rande des Reservats der Spokane-Indianer zusammen mit seiner Frau Salina ein 500 Hektar großes Stück Land. Er verpfändete seine Farm, um in einer Holzhütte ein Aufnahmestudio im Wert von 100.000 US-Dollar zu bauen, und mehr, um Donnie bei der Produktion und Veröffentlichung seiner ersten Platte zu helfen. Der Großteil der Farm musste verkauft werden, als das Darlehen fällig wurde. In der Abgeschiedenheit des US-Bundesstaates Washington nahmen sie schließlich im Jahre 1979 Tonspur um Tonspur für das Album Dreamin’ Wild auf und ließen einige Exemplare pressen. Danach arbeitete Joe weiter auf der Farm und gründete mit Freunden die Postrockband Emerson, Smith & Bischoff, während Donnie in die Provinzmetropole Spokane zog, heiratete und sich mit seiner Frau Nancy als Countrymusiker verdingte. 30 Jahre nach der Aufnahme wurde das übersehene Album von der Musikszene wiederentdeckt.

## Produktion

### Filmtitel und Vorlage
Der Originaltitel des Films bezieht sich auf das erste von den Brüdern Donnie und Joe Emerson produzierte und im Jahr 1979 veröffentlichte Album. Der Film basiert auf dem Artikel A Time Capsule Set to Song, der im September 2012 von Steven Kurutz in der New York Times veröffentlicht wurde, nachdem das Album Dreamin’ Wild 2012 neuveröffentlicht worden war.

### Filmstab und Besetzung
Regie führte Bill Pohlad, der auch das auf Kurutz' Artikel basierende Drehbuch schrieb. Es handelt sich nach Old Explorers und Love & Mercy um Pohlads dritte Regiearbeit, der besonders als Produzent von Filmen wie dem Oscar-nominierten The Tree of Life oder dem vielfach ausgezeichneten 12 Years a Slave bekannt ist. Auch bei Pohlads Love & Mercy handelte es sich um eine Biopic über einen Musiker, in diesem Fall über Brian Wilson, der als der kreative Kopf der Beach Boys gilt.
Pohlad hatte von den Emerson-Brüdern nie etwas gehört, bis er deren Lied Baby hörte: „Es ist einer dieser Songs, die einem irgendwie im Gedächtnis bleiben und man nicht weiß, woher er kommt.“ Nachdem er den Artikel von Steven Kurutz gelesen hatte, besuchte er die Familie Emerson in Spokane und schrieb in den zwei folgenden Jahren das Drehbuch für seinen Film.
Walton Goggins und Casey Affleck spielen in den Hauptrollen die Brüder Joe und Donnie Emerson als Erwachsene. Jack Dylan Grazer und Noah Jupe spielen sie als Teenager. Auch Katy Cavanagh, Noah Jupes Mutter, erhielt im Film eine Rolle. Zooey Deschanel spielt Donnies spätere Ehefrau Nancy. Chris Messina spielt den Plattenproduzenten Matt Sullivan. In weiteren Rollen sind Beau Bridges als Vater Don Sr., Mellanie Hubert als Mandy, McKenna Ralston als Lindsay und Brandon O’Neill als Hal Latham zu sehen.

### Filmmusik und verwendete Songs
Die Filmmusik komponierte Leopold Ross. Das Soundtrack-Album mit insgesamt 14 Musikstücken soll am 4. August 2023 von Light in the Attic Records veröffentlicht werden. Darauf enthalten sind neben Musikstücken aus dem Film von Singer-Songwriter Donnie Emerson, gesungen von ihm und seinem Bruder Joe Emerson und dem Schauspieler Noah Jupe, auch der im Abspann des Films zu hörende Songs When a Dream Is Beautiful gesungen von Donnie und Nancy Sophia Emerson und eine Auswahl von Ross’ Filmmusik.

### Marketing und Veröffentlichung
Der Film feierte am 7. September 2022 bei den Internationalen Filmfestspielen von Venedig seine Premiere. Im September 2022 wurde er beim Toronto International Film Festival einem Fachpublikum vorgestellt. Ende September 2022 wurde er beim Zurich Film Festival gezeigt. Im April 2023 wurde der Film beim San Francisco International Film Festival vorgestellt. Im Mai 2023 wurde er beim Seattle International Film Festival gezeigt und im Juni 2023 beim Nantucket Film Festival. Der erste Trailer wurde Ende Juni 2023 vorgestellt. Am 4. August 2023 kam Dreamin’ Wild in ausgewählte US-Kinos.
Im deutschsprachigen Raum erschien der Film am 30. Januar 2025 direkt auf DVD und Blu-ray.

## Rezeption

### Kritiken
Von den bei Rotten Tomatoes aufgeführten Kritiken sind 90 Prozent positiv bei einer durchschnittlichen Bewertung mit 7,3 von 10 möglichen Punkten. Bei Metacritic erhielt der Film einen Metascore von 66 von 100 möglichen Punkten.
Leslie Felperin schreibt in The Hollywood Reporter, es sei faszinierend, wie sehr Bill Pohlads dritte Regiearbeit an seinen letzten Film Love & Mercy erinnere, ein Biopic über Brian Wilson von den Beach Boys aus dem Jahr 2014. Wie Love & Mercy springe auch dieser Film in der Zeit hin und her, und wie in diesem Film beweise Pohlad ein echtes Gespür für das Wesentliche des Musikmachens. Walton Goggins, ein Darsteller, der nie die Anerkennung erhalte, die er verdient, behaupte sich wunderbar als Mann, der trotz all seiner Enttäuschungen und Verluste das Beste aus den Dingen macht.
Guy Lodge von Variety schreibt, auch wenn Casey Affleck und Noah Jupe keine große Ähnlichkeit besäßen, sei es dem Filmschnitt von Annette Davey zu verdanken, dass zwischen ihnen in der Rolle von Donnie in Vergangenheit und Gegenwart eine Verbindung entsteht, auch durch die innere Ruhe, die beide Schauspieler ausstrahlten. So kämen beispielsweise durch die immer wieder im Film verwendete Soul-Ballade Baby, das Leitmotiv des Films, Donnies Sehnsüchte als Teenager und erwachsener Mann zusammen, jedoch unterschiedlich konnotiert.

### Auszeichnungen
Internationale Filmfestspiele von Venedig 2022
- Nominierung als Bester Film für den Fanheart3 Award / Graffetta d'Oro (Bill Pohlad)[19]